# بيتسي كليفورد
بيتسي كليفورد هي متزحلقة كندية، ولدت في 15 أكتوبر 1953 في أوتاوا في كندا.

## وصلات خارجية
- بيتسي كليفورد على موقع الاتحاد الدولي للتزلج (التزلج على المنحدرات الثلجية) (الإنجليزية)
- بيتسي كليفورد على موقع اللجنة الأولمبية الدولية (الإنجليزية)
- بيتسي كليفورد على موقع أوليمبيديا (الإنجليزية)
- بيتسي كليفورد على موقع اللجنة الأولمبية الكندية (الإنجليزية)
- بيتسي كليفورد على موقع قاعة كندا للمشاهير الرياضية (الإنجليزية)